# Jean II de Looz-Heinsberg
Jehan de Looz-Heinsberg ou Jean II de Looz-Heinsberg (1367 - 24 juin 1438) était seigneur de Heinsberg, Juliers, Dalenbroek, Millen (Allemagne) et Leeuwenberg, gouverneur du Limbourg, stathouder du pays de Valkenburg et comte de Gennep. Il a été surnommé Le Combattant (ou Strijdbare).
Il était le fils de Godefroy dit de Dalenbroek et Filippe de Juliers, une fille de Guillaume V de Juliers. Bien que Jean fût le premier fils de Godefroy, il n'héritait pas du comté de Looz; ce titre est allé à Arnoul de Rumigny. En 1413, à la mort de sa belle-sœur Jolanda van Gennep, Jean II remboursa sa dette de 12 000 écus français et fut en échange autorisé à posséder 1/4 du comté de Gennep. Après 1417, il possédait la moitié du petit comté en raison de la mort de son cousin Walrave Ier de Brederode et des dettes associées. À partir de 1440, la famille Brederode vend tout le comté à la famille de Loon-Heinsberg. Il est mort de la peste à l'âge de 71 ans.
Il a probablement été enterré avec ses ancêtres dans le monastère des Prémontré; son fils Jean de Heinsberg, évêque de Liège, décida de construire un monument funéraire qui fut réalisé entre 1443 et 1448 et placé dans la nef de l'église Saint-Gangolf à Heinsberg. Le monument montre Jean II, Marguerite de Gennep et Jean III en position de repos.

## Mariage et Progéniture
Jean épouse en premières noces Marguerite de Gennep († 1419); ils eurent quatre enfants :
- Jean (ou Jehan) III († 1441), marié à Walburge de Meurs ;
- Guillaume († 24 april 1439), marié à Elisabeth, Dame de Blankenheim ;
- Jean († 1459), évêque de Liège (1419-1455) ;
- Filippe († 1464), mariée à Guillaume de Wied-Isenburg.

Il épouse en secondes noces en 1423, Anna de Solms-Braunfels; ils eurent deux enfants :
- Marie de Looz-Heinsberg († 20 april 1502), mariée à Jean IV de Nassau ;
- Jacqueline (Jacoba) de Loon-Heinsberg († 1468), abbesse de Thorn (nl).

## Sources
- Arlette Laret-Kayser, Entre Bar et Luxembourg : Le Comté de Chiny des Origines à 1300, Bruxelles (éditions du Crédit Communal, Collection Histoire, série in-8°, n° 72), 1986.
- Marchandisse, Alain, La fonction épiscopale à Liège aux XIIIe et XIVe siècles : étude de politologie historique, Bibliothèque de la Faculté de Philosophie et de Lettres de l'Université de Liège, 1998.
- Medieval Lands Project, Herren von Heinsberg (Sponheim) - Consulté le 23 novembre 2020.